# Okręg wyborczy nr 24 do Sejmu Rzeczypospolitej Polskiej (1991–1993)
Okręg wyborczy nr 24 do Sejmu Rzeczypospolitej Polskiej (1991–1993) obejmował województwo ciechanowskie, łomżyńskie i ostrołęckie. W ówczesnym kształcie został utworzony w 1991. Wybieranych było w nim 12 posłów w systemie proporcjonalnym.
Siedzibą okręgowej komisji wyborczej była Ostrołęka.

## Wybory parlamentarne 1991
Głosowanie odbyło się 27 października 1991.
| Komitet wyborczy                                      | Komitet wyborczy                                                  | Głosów | %     | Mandaty | Wybrani posłowie                                          |
| ----------------------------------------------------- | ----------------------------------------------------------------- | ------ | ----- | ------- | --------------------------------------------------------- |
|                                                       | Wyborcza Akcja Katolicka                                          | 58 510 | 21,00 | 3       | Waldemar Modzelewski, Tadeusz Godlewski, Kazimierz Pękała |
|                                                       | Polskie Stronnictwo Ludowe Sojusz Programowy                      | 41 396 | 14,86 | 2       | Piotr Barciński, Stanisław Żelichowski                    |
|                                                       | Porozumienie Ludowe                                               | 35 236 | 12,65 | 2       | Wiesław Janowski, Józef Gutowski                          |
|                                                       | Sojusz Lewicy Demokratycznej                                      | 30 488 | 10,94 | 1       | Zbigniew Siemiątkowski                                    |
|                                                       | Porozumienie Obywatelskie Centrum                                 | 15 185 | 5,45  | 1       | Stanisław Węgłowski                                       |
|                                                       | Unia Demokratyczna                                                | 13 353 | 4,79  | 1       | Jan Piskorski                                             |
|                                                       | Chrześcijańska Demokracja                                         | 11 509 | 4,13  | 1       | Tadeusz Lasocki                                           |
|                                                       | Konfederacja Polski Niepodległej                                  | 10 536 | 3,78  | 1       | Mieczysław Pawlak                                         |
|                                                       | Niezależny Samorządny Związek Zawodowy „Solidarność”              | 10 016 | 3,60  | –       |                                                           |
|                                                       | Kongres Liberalno-Demokratyczny                                   | 9725   | 3,49  | –       |                                                           |
|                                                       | Polska Partia Przyjaciół Piwa                                     | 8306   | 2,98  | –       |                                                           |
|                                                       | Solidarność Pracy                                                 | 5876   | 2,11  | –       |                                                           |
|                                                       | Stronnictwo Demokratyczne                                         | 4259   | 1,53  | –       |                                                           |
|                                                       | Unia Polityki Realnej                                             | 3842   | 1,38  | –       |                                                           |
|                                                       | Kongres Rzeczypospolitej Samorządnej                              | 3838   | 1,38  | –       |                                                           |
|                                                       | Stronnictwo Narodowe                                              | 3125   | 1,12  | –       |                                                           |
|                                                       | Wyborcy Gmin Kurpiowskich                                         | 3060   | 1,10  | –       |                                                           |
|                                                       | Zdrowa Polska – Sojusz Ekologiczny                                | 2848   | 1,02  | –       |                                                           |
|                                                       | Polska Partia Ekologiczna – Zieloni                               | 1794   | 0,64  | –       |                                                           |
|                                                       | Ruch Demokratyczno-Społeczny                                      | 1726   | 0,62  | –       |                                                           |
|                                                       | Ruch Chrześcijańsko-Społeczny „Przymierze”                        | 1244   | 0,45  | –       |                                                           |
|                                                       | Blok Ludowo-Chrześcijański                                        | 1224   | 0,44  | –       |                                                           |
|                                                       | Koalicja Polskiej Partii Ekologicznej i Polskiej Partii Zielonych | 765    | 0,27  | –       |                                                           |
|                                                       | Polski Związek Zachodni                                           | 696    | 0,25  | –       |                                                           |
| Frekwencja: 36,36% Źródło: Państwowa Komisja Wyborcza |                                                                   |        |       |         |                                                           |